# 南萊馬 (紐約州)
南萊馬（英語：South Lima）是位於美國紐約州利文斯頓縣的普查規定居民點。

## 人口
根據2020年美國人口普查的數據，南萊馬的面積為2.29平方千米，皆為陸地。當地共有人口2269人，而人口密度為每平方千米990.83人。